# Phyllarthriini
Phyllarthriini es una tribu de coleópteros crisomeloideos de la familia Cerambycidae.

## Géneros
Tiene los siguientes géneros:
- Cristophyllarthrius Lepesme & Breuning, 1956
- Phyllarthrius Hope, 1843